# Szakarła
Szakarła (ros. Шакарла) – wieś (sieło) w Rosji, w Baszkortostanie, w rejonie biełokatajskim. W 2021 liczyła 311 mieszkańców.